# 赛尔拉韦尔里
赛尔拉韦尔里（法語：Saires-la-Verrerie，法語發音：[sɛʁ la vɛʁ.ʁi] ⓘ）是法国奥恩省的一个市镇，属于阿让唐区。

## 地理
赛尔拉韦尔里（48°41'11"N, 0°29'46"W）面积7.88 平方千米，位于法国诺曼底大区奧恩省，该省份为法国西北部内陆省份，北起顺时针与卡爾瓦多斯省、厄尔省、厄尔-卢瓦省、萨尔特省、马耶讷省和芒什省接壤。
与赛尔拉韦尔里接壤的市镇（或旧市镇、城区）包括：埃沙卢、乌尔姆地区贝卢、拉费里耶尔欧塞唐、圣安德烈德梅塞。

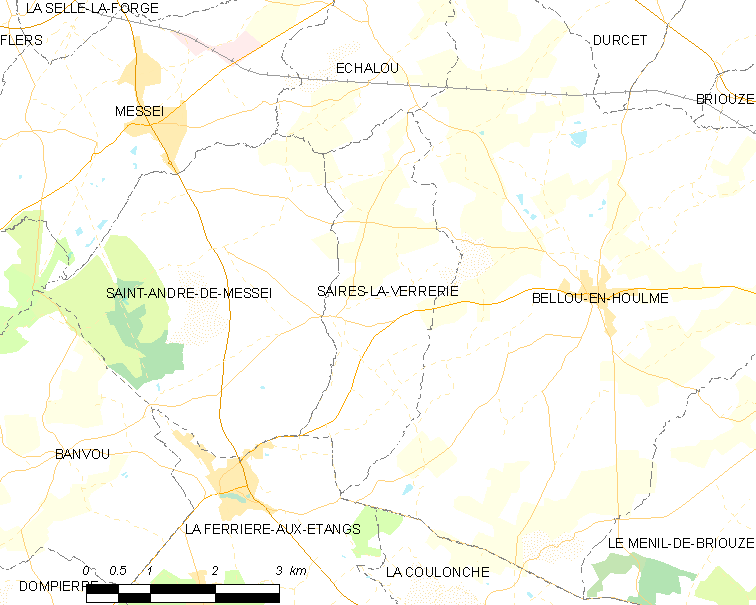
赛尔拉韦尔里的OSM定位图

赛尔拉韦尔里的时区为UTC+01:00、UTC+02:00（夏令时）。

## 行政
赛尔拉韦尔里的邮政编码为61220，INSEE市镇编码为61459。

## 政治
赛尔拉韦尔里所属的省级选区为马塞堡县。

## 人口

1962-2008年间赛尔拉韦尔里人口变化图示

赛尔拉韦尔里于2022年1月1日时的人口数量为296人。